# Антоніотто Узодімаре
Антоніотто Узодімаре (італ. Antoniotto Usodimare, 1416—1462) — генуезький мореплавець та торговець, що працював на португальського принца Енріке Мореплавця. Спільно з іншим італійським мореплавцем Альвізе Кадамосто, Узодімаре дослідив велику ділянку узбережжя Західної Африки під час двох відомих подорожей у 1455 та 1456 роках. Зокрема, вважається, що ними було відкрито острови Кабо-Верде та узбережжя Гвінеї від річки Гамбії до річки Геба (в Гвінеї-Бісау)

## Біографія
Антоніотто Узодімаре був відомим громадянином Генуезької Республіки, купцем, директором генуезького монетного двору та акціонером Банка Св. Георгія (Banco di S. Giorgio). Однак в певний момент його справи похитнулись. Близько 1450 року Узодімаре втік з Генуї, щоб уникнути своїх кредиторів, перебравшись спочатку до Севільї, а згодом до Лісабону. Врешті-решт він вступив на службу до португальського принца Енріке Мореплавця, сподіваючись, що, займаючись вигідною португальською торгівлею на західноафриканському узбережжі, він може швидко відновити свій фінансовий стан і повернути борги.
У деяких джерелах Антоніотто Узодімаре вважають однією особою з Антоніо де Нолі, іншим генуезьким дослідником на службі принца Енріке, який, за спогадами португальського капітана Діогу Гоміша, також вирушив до річки Гамбія і знову перевідкрив острови Кабо-Верде в 1462 році, а пізніше став їх першим португальським губернатором і був захоплений в полон іспанським флотом під час Війни за кастильську спадщину. Хоча збіги цікаві, немає жодних доказів, що це одна і та ж людина.

## Експедиції в Африку
Антоніотто Узодімаре відплив на початку 1455 року на португальській каравелі, яку, ймовірно, забезпечив принц Енріке, у супроводі іншої каравели з неназваним португальським сквайром принца. По дорозі, в червні 1455 р., поблизу мису Кабо-Верт, він натрапив на Альвізе Кадамосто, венеціанського капітана, який також служив Енріке. Вони об'єднали свої зусилля і далі рушили разом, спільно відкривши гирло річки Гамбія в червні 1455 року. Однак, зустрівши сильну ворожість з боку тубільців, що мешкали по берегах річки, кораблі повернулися до Португалії. Саме тут Антоніотто Узодімаре написав знаменитий лист (від 12 грудня 1455 р.) своїм кредиторам в Генуї, надавши (досить перебільшений) звіт про свою експедицію в Гамбію і пообіцявши, що в наступній експедиції туди він зробить достатньо грошей, щоб нарешті повернути усі свої борги.
Антоніотто Узодімаре, разом з Альвізе Кадамосто і третім неназваним португальським капітаном, знову вирушив до Західної Африки у травні 1456 року. По дорозі вони відійшли від узбережжя Сенегалу, щоб уникнути шторму, і в підсумку відкрили острови Кабо-Верде (приблизно в 300 милях від узбережжя). Знайшовши безлюдні острови нецікавими для себе, вони повернулися до узбережжя щоб вдруге спробувати піднятись вверх по річці Гамбія. Цього разу вони не зустріли ворожого ставлення до себе з сторони тубільних племен Мандінки. Вони піднялись, мабуть, до 100 км вгору за течією і займалися певною торгівлею з племенами Мандінки, але були розчаровані, не знайшовши підтверджень про наявність великої кількості золота або перцю малегети, які вони очікували знайти вздовж берегів річки. Вирішивши продовжувати дослідження африканського узбережжя далі, Антоніотто і Кадамосто вирушили далі на південний захід уздовж невідомого раніше узбережжя Гвінеї, відкривши гирло річки Казаманс, мис Роксо, річку Кашеу, дійшовши аж до лиману річки Геба та архіпелагу Біжагош (сучасна Гвінея-Біссау). Оскільки перекладачі, що знаходились на борту португальських кораблів (ймовірно, з народностей Волоф та Мандінка) не могли зрозуміти мови місцевих народів на такому далекому півдні, європейці не змогли увійти з ними в щільний контакт. Після цього експедиція вирушила назад до Португалії.

## Пізніша кар'єра
Очевидно, друга експедиція виявилася досить вигідною для Антоніотто Узодімаре, щоб дозволити йому розрахуватися з кредиторами, оскільки він незабаром повернувся до Генуї. У 1458 році Узодімаре був відправлений агентом комерційного дому Маркіоні в генуезьку колонію Кафа на Чорному морі. Помер у 1462 р.

## Лист Узодімаре
По поверненню з першої експедиції Антоніотто Узодімаре написав відомий лист від 12 грудня 1455 р. своїм кредиторам в Генуї, повідомивши їх про свою недавню подорож — хоча і з великими перебільшеннями та напівправдами. Він не згадує Кадамосто у своєму листі, і натомість створює враження, що він здійснив самостійну мандрівку углиб річки Гамбія. За його словами, він дістався місць, що знаходились за кілька днів мандрівки від місця перебування Імперії Малі та в не дуже далекій відстані до земель Пресвітера Йоана (Ефіопська імперія). Узодімаре стверджує, що натрапив на людину генуезького походження біля берегів Гамбії — нібито нащадка вцілілих під час експедиції 1291 року дослідників Вандіно та Уголіно Вівальді.
Антоніотто Узодімаре повідомив своїм кредиторам, що його послали в Гамбію в якості посла короля Португалії Афонсо V для переговорів про мирний договір з «королем Гамбії», і що він повинен був повернутися наступного року для супроводу свого колеги, посла Гамбії, додому. Що ж до того, що цікавили його кредиторів найбільше, то Узодімаре прогнозував, що він, швидше за все, заробить достатньо грошей на цій другій поїздці, щоб повністю їх виплатити. У листі висловлюється перша відома згадка про те, що перець малегета може бути знайдений в регіоні Гвінеї, і рідкісна згадка про морське страхування, яке використовували капітани Енріке Мореплавця.
Рукописний лист Узодімаре, написаний спотвореною латиною, був виявлений в архіві міста Генуя приблизно в 1800 році Джакомо (Якобом) Гребергом, шведським купцем, який проживав в Генуї. Лист зберігався в наборі з трьома іншими документами, зібраними в XV столітті генуезьким картографом (можливо, Бартелемі Парето) як складові для створення нової карти портолану. Вперше лист був опублікований у 1802 р. у журналі Греберга і відтоді був багато разів перевиданий.

## Увічнення пам'яті
На честь Антоніотто Узодімаре італійський королівський флот назвав есмінець типу «Навігаторі» 1929 року «Антоніото Узодімаре». Корабель був потоплений у червні 1942 року.